# 外省人
外省人（がいしょうじん・Waishengren）とは、台湾光復（1945年10月25日）以降、中国大陸各地から台湾に移り、台湾人として定住している人々を指す。

## 概説
「外省人」・「本省人」という用語は台湾に限る用語ではない。まず「本省人」の本来的概念は、中国の当該省（どの省でもいい）に自分もしくは父祖の本貫（本籍地）があって、現にそこに住んでいる、自分と仲間たちを自称する場合に多く使われる。従って、当該省に本貫を持たない他省からの来省者は、「外省人」となる。このように「本省人」・「外省人」の用語は一般的な用語であるが、台湾においては、エスニシティ（族群）としての両者の違いが強く意識される。
1945年8月のポツダム宣言受諾による日本の降伏により、台湾は連合国の一員であった中華民国の一つの省である「台湾省」に編入され、10月25日には、中国戦区最高司令官蔣介石の代理である陳儀が、最後の台湾総督安藤利吉から降伏を受けた。さらに翌1946年1月の国府行政院訓令により、当時の台湾の住民は、「1945年10月25日より中華民国の国籍を回復した」ものとされた。この訓令で中華民国国籍を回復した男性とその子孫が本省人となり、この訓令によらず中華民国国籍を所有しており、その後台湾に居住するようになった男性とその子孫を「外省人」と呼ぶようになった。
ちなみに、台湾の言語学者による母語を族群の指標として推計したところ、先住民族が1.7%、福佬人が73.3%、客家人が12%、外省人が13%である（黄宣範『言語社会與族群意識』1995年）。

## 支配と融和
外省人の第一世代の多くは、中国国民党政府および中国国民党軍、学校で雇用されていた人々とその家族で、政府機関や国営企業、メディアの要職を占めて本省人を抑圧した。その一つに二・二八事件という国民党による大虐殺事件がある。そして二・二八事件の後も国民党政府は、戒厳令を施行した。戒厳令下では政治活動や言論の自由は厳しく制限され白色テロと呼ばれる人権抑圧が行われた。その期間は実に38年に及んだ。
ただし外省人の一部は民主化運動を主導したし、特権を必ず享受したわけでもなかった。雷震や胡適らは『自由中国』を発刊した。台湾大学教授の陳師孟は、学生の前で国民党の党員証を引き破り、後に国民党資産の問題を指摘した。中国大陸で支配階級でなかった外省人は、旧日本人住宅ではなくバラックに住んだ。
自らを中国人とみなした蔣介石が死去し、後継の蔣経国総統は晩年に戒厳令を解除して「私は台湾に住んで40年、すでに台湾人です。もちろん中国人でもあります。」と本省人の長老に語った。本省人である李登輝が後継の総統として民主化を進めた後は、本省人と外省人の区別自体が無意味という意識が台湾で一般的になった。李登輝はかつて馬英九に対する応援演説で「500年前だろうが50年前だろうが、台湾に渡ってきた人はみんな新台湾人だ。これからはみんな21世紀に向かって、この土地で生きるものとして力を合わせて頑張ろう」と訴えた。
近年は、選挙時期や歴史に関する議論を除けば、まれにしか両者は対立しない。民主化以降では国民党や親民党など外省人に支持者の多い政党を中心に、選挙の際に省籍矛盾を煽り立てることで外省人間の結束を訴えるようなケースが見受けられた。国民党は議会・総統選挙が行われるようになって以降は馬英九元総統のような外省系エリートと、王金平立法院長のような台湾本省出身の本土派との間でバランスを取って得票している。そのため、2014年の台北市長選では国民党長老の連戦や郝柏村が日本統治時代に教師だった祖父を持つ無所属候補の柯文哲を「日本皇民」・「売国奴」と批判した時は外省人二世、三世からも時代遅れの印象を広げ、国民党が強い台北市で敗北を招いた。馬英九も反日ではないかとの国内の批判に知日と釈明をするなど、台湾では日本統治時代を普通に生きた本省人への批判には外省人系でも支持しない人も増えていっている。

## 産業・職業
本省人が伝統的な産業で先行して事業を展開していたことから、外省人インテリ層は勃興しつつあったコンピュータ産業に身を投じた。アメリカ留学に積極的だったことも、コンピュータ関連企業の成長を後押しした。外省人は、台湾の食文化を豊かにした。外省人は自らの出身地の料理法を伝え、台湾を舞台に競争したので、それぞれの料理が大幅に洗練された。小籠包・牛肉麺といった料理は、外省人の流入なしには発展し得なかった。外省人は、竹聯幇などのヤクザ組織も作った。この一因には、中国国民党による台湾統治から間もない時期、多くの仕事で台湾語（ホーロー語）が欠かせなかったことがある。

## 歴史的記憶
1949年以来、台湾社会には異なる2つの歴史的記憶がある。外省人の歴史的記憶と光復初期における台湾本省人の青年・壮年世代の歴史的記憶である。前者は、主流である国家体制側の歴史的記憶、すなわち国民党政権が教育を通じて学生や生徒たちに注入しようとした歴史的記憶でもある。すなわち、中華文化の体現と民族精神の発揚を主軸とし、彼らが大陸で体験してきた日中戦争の経験や抗日のための民族主義の影響を受けている。そのため日本および日本を代表する事物を嫌悪している。大多数は1949年以降にやってきたため、二・二八事件に対する理解が欠落しているという特徴がある。

## 反共義士
台湾に逃れた国民党政府が、中華人民共和国から亡命してきた軍人ないし民間人を反共義士と呼んで保護していた。

## 新世代
近年、中台関係が改善し、台湾と大陸との間での婚姻も増えた（zh:外籍配偶 (台灣)・zh:大陸配偶 (台灣)参照）。これらの者は新世代台湾人とも言われている。ただし台湾政府はこれを防ぐため、外国人配偶者には結婚から3年間は身分証（公民権≒台湾籍）を与えないとするハードルを大陸籍配偶者に対してだけは上げ8年間とした。台湾行政院大陸委員会（陸委会）の頼幸媛主任委員は、大陸籍配偶者に対する規制緩和を求めた｢台湾地区と本土地区人民の関係に関する条例｣を行政院会（閣議に相当）に提出し､可決もされている｡大陸籍配偶者に対する差別撤廃に尽力し、修正後は､本土配偶者に就労許可が与えられ、永住権獲得までの期間も8年から6年に短縮された。これと似たように香港では2015年に香港人と中国人の結婚が39%という現象が起きている。2020年の台湾には35万人の中国大陸出身の配偶者が生活しているという。

## 中華生産党
2010年、大陸出身配偶者は台湾において「中華生産党」を組織し、その党員の数は3万2000人でその目的は配偶者の権益を守るにあるという。1992年に台湾人に嫁いだ廬月香が台湾で中華生産党を立ち上げ党主席となった。

## 著名人
日本でも比較的よく知られている台湾外省人の例としては、以下の例を挙げることができる。
- 高金素梅（国会議員）
- 郝龍斌（前台北市長）
- 胡志強（前台中市長）
- レイニー・ヤン（歌手）
- テレサ・テン（歌手）
- 馬英九（前中華民国総統）
- 朱立倫（国民党副主席）
- 劉兆玄（前行政院長）
- 李元簇（副総統）
- 孔垂長（孔子の79代目の嫡孫）
- 侯孝賢とアン・リー（映画監督）
- 郭台銘（実業家）
- 任家萱（S.H.Eのメンバー）
- 朱孝天（F4のメンバー）
- 徐熙媛「大S」（女優）
- 徐熙娣「小S」（司会者）
- 陳建州（司会者）
- 林海峰（囲碁棋士）
- 蔣介石（元中華民国総統）
- 蔣経国（元中華民国総統）

## 著名な二、三世の一覧
浙江と上海から
- 柯受良 - 俳優。柯有倫の父。漁山島から台湾に渡った台湾大陳人。
- 柯有倫 - 俳優、歌手。
- 陶大偉 - 俳優。陶喆の父。
- 陶喆 - 歌手。金曲賞を受賞。
- 徐懐鈺 - 歌手。
- 張雨生 - 歌手。
- エドワード・ヤン - 映画監督。
- ウィルバー・パン - 歌手、俳優。
- 阮經天 - 俳優。
- 張国柱 - 俳優。張震の父。
- 張震 - 俳優。
- 朱立倫 - 新北市長、元桃園県長。
- 蔣友柏 - 蔣介石の曾孫で実業家。
- 蔣万安 - 蒋介石の曾孫。台北市長。
- 王貞治 - 父親が浙江省出身の華僑で母親が日本人。中華民国国籍であるため台湾の英雄として扱われている。
- 林海峰 - 囲碁棋士。

山東から
- 伊能静 - 歌手。
- 蘇芮 - 歌手。
- 戴立忍 - 俳優、映画監督。
- 周渝民 - 俳優、歌手。F4のメンバー。
- ブリジット・リン - 女優。
- 徐熙媛 - 女優、司会者。
- ソニア・スイ - 女優。
- 三宅宗源 - 野球選手。
- 東山彰良 - 小説家。

広東から
- レイニー・ヤン - 女優、歌手。両親共に台湾に移住した広東人
- 謝志偉 - 元行政院新聞局長。
- 范暁萱 - 歌手。
- 汪東城 - 歌手。飛輪海のメンバー。
- サリー・イップ - 歌手。
- 侯孝賢 - 映画監督。ヴェネツィア国際映画祭で金獅子賞を受賞した最初の台湾人。

四川から
- 林依晨 - 女優、歌手。
- 任家萱 - 女優、歌手。S.H.Eのメンバー。
- 任容萱 - 女優。任家萱の妹。

江蘇から
- 朱孝天 - 歌手。F4のメンバー。
- ペース・ウー - 女優。
- 郝龍斌 - 元台北市長。
- 周美青 - 馬英九の妻。
- 周錫瑋 - 元台北県長。

北方から
- 胡志強 - 吉林系。元台中市長。
- 李敖 - ハルビン系。作家。
- テレサ・テン - 河北系。歌手。
- 李宗盛 - 河北系。歌手。
- 張曼娟 - 河北系。作家。
- 趙少康 - 河北系。政治評論番組の司会者、元立法委員。
- 郎雄 - 北京系。満洲族の子孫。俳優。
- 鈕承澤 - 北京系。満洲族の子孫。俳優、映画監督。

その他
- 高金素梅 - 安徽系。満洲族の子孫。歌手、女優、立法委員。
- 王祖賢 - 安徽系。女優。
- 王童 - 安徽系。映画監督。
- 郭台銘 - 山西系。実業家。
- シルヴィア・チャン - 山西系。女優、映画監督。
- 楊秉彝 - 山西系。鼎泰豊の創業者。
- 楊紀華 - 山西系。鼎泰豊の二代目オーナー。
- 李安 - 江西系。映画監督。オスカー受賞者。
- 欧陽菲菲 - 江西系。歌手。
- リュー・チェン - 江西系。マジシャン。
- 劉兆玄 - 湖南系。元行政院長（首相）。
- 馬英九 - 湖南系。中華民国総統（第12代、第13代）。
- 蘇慧倫 - 湖北系。歌手。
- リッチー・レン - 湖北系。歌手、俳優。
- 李立群 - 河南系。俳優。
- ハーレム・ユー - 雲南系。歌手、司会者。
- 桂綸鎂 - 女優。
- 耿伯軒 - 野球選手。
- 高國輝 - 野球選手。